# Tấn Thành
Tấn Thành (tiếng Trung: 晋城市; Hán Việt: Tấn Thành thị, là một địa cấp thị tại tỉnh, Sơn Tây, Cộng hòa Nhân dân Trung Hoa. Diện tích: 9490 km2, dân số 2,28 triệu người, chủ yếu là người Hán.

## Địa lý
Tấn Thành nằm ở đông nam tỉnh Sơn Tây, phía bắc giáp với Trường Trị, phía tây bắc giáp với Lâm Phần, phía tây nam giáp với Vận Thành còn phía đông và phía nam giáp với tỉnh Hà Nam.

## Các đơn vị hành chính
Địa cấp thị Tấn Thành quản lý các đơn vị thị hạt khu (quận nội thành) và các huyện:

### Quận nội thành
- Thành (城区)

### Thành phố cấp huyện
- Thành phố cấp huyện Cao Bình (高平市)

### Cáchuyện
- Trạch Châu (泽州县)
- Lăng Xuyên (陵川县)
- Dương Thành (阳城县)
- Thấm Thủy (沁水县)